# 士官候補生
士官候補生（しかんこうほせい）とは、士官の候補者として教育を受けている者をいう。広義には次のようなものがある。

## 日本における現行の制度
防衛大学校本科学生：1954年-。階級を指定されない。
防衛医科大学校本科学生：1973年-。階級を指定されない。
以上の2者は自衛隊員であり自衛官（将兵、軍人）ではない。
海上保安大学校本科学生：1951年-。階級を指定されない。
自衛隊の幹部候補生：曹長の階級を指定されて幹部候補生学校に属する。自衛官。

## 日本における廃止された制度
- 狭義の士官候補生

1. 陸軍士官学校・陸軍航空士官学校・陸軍経理学校の課程
  - 士官生徒（陸軍士官学校生徒）：1875年-1887年
  - 士官候補生（士官候補生として採用され隊附勤務中の者、その隊附勤務を経て陸軍士官学校の生徒となった者）：1887年-1920年
  - 士官候補生（陸軍士官学校予科を卒業し隊附勤務中の者[注釈 1]、陸軍士官学校本科の生徒となった者）:1920年-1937年
  - 士官候補生（陸軍予科士官学校を卒業し隊附勤務中の者、陸軍士官学校または陸軍航空士官学校の生徒となった者）:1937年-1945年
  - 経理部士官候補生（陸軍経理学校予科を卒業し隊附勤務中の者、陸軍経理学校本科の生徒となった者） :1935年-1945年

- 広義の士官候補生

1. 見習士官
2. 少尉候補者:1920年-1945年
3. 甲種幹部候補生：1927年-1945年
4. 海軍兵学校本科生徒：-1945年
5. 機関科要員たる海軍士官候補生
  - 海軍兵学校附属機関学校：1878年-
  - 海軍機関学校本科生徒：1881年-1887年、1893年-1944年
6. 海軍予備士官の候補生
  - 海軍航空予備学生：-1941年
  - 海軍予備学生：1941年-1945年
  - 海軍予備生徒：1941年-1945年
7. 少尉候補生
8. 保安大学校本科学生：1953年採用開始-1954年

## 日本以外の国の制度
- 各国の陸軍士官学校学生
- 各国の海軍兵学校学生
- 各国の空軍士官学校学生

その他、国境警備隊・沿岸警備隊・準軍事組織等の幹部職員となるための学校で教育訓練を受けている者も士官候補生ということがある。